# Кубок России по волейболу среди женщин 1993
Первый розыгрыш Кубка России по волейболу среди женских команд проходил в 1993 году. Обладателем Кубка стала команда ЧМС (Челябинск).
В турнире не участвовали сильнейшие команд страны — «Уралочка», «Юнезис» (обе — Екатеринбург) и ЦСКА.

## Кубок Сибири и Дальнего Востока
2-й розыгрыш Кубка Сибири и Дальнего Востока являлся отборочным турниром к Кубку России. В соревнованиях приняли участие команды региона «Сибирь — Дальний Восток». Победителем стал барнаульский «Горизонт», победивший в финале омский «Спартак». Обе команды получили путёвки в финальный этап Кубка России.

## Полуфинальный этап
Полуфиналы прошли в мае-июне в трех группах. По две лучшие команды из групп — «Синяя Птица» (Балаково), ЧМС (Челябинск), ТДЛ-МПУ (Московская обл.), ТТУ (Санкт-Петербург), «Динамо» (Краснодар), «Ахтуба» (Волгоград) — выиграли путёвки в финальный этап, где к ним присоединились финалисты Кубка Сибири и Дальнего Востока — «Горизонт» и «Спартак».

## Финальный этап
7 команд-участниц финального этапа («Спартак» отказался от участия) на групповой стадии были разделены на две группы. По две лучшие команды из групп вышли в полуфинал плей-офф и определили финалистов, которые разыграли Кубок. В финале челябинский ЧМС обыграл команду ТТУ (Санкт-Петербург). 3-е место заняла балаковская «Синяя Птица».

### Итоги

#### Положение команд
| «Метар» (Челябинск)             |
| ТТУ (Санкт-Петербург)           |
| «Синяя Птица» (Балаково)        |
| 4. «Горизонт» (Барнаул)         |
| 5. «Ахтуба» (Волгоград)         |
| 6. ТДЛ-МПУ (Московская область) |
| 7. «Динамо» (Краснодар)         |

#### Победитель
ЧМС (Челябинск): В.Вайомис, Елена Волкова, Светлана Елизарова, Елена Ким, Екатерина Корчагина, Н.Пастухова, Ольга Прокопьева, Ольга Филип, Елена Юрина, Светлана Юрина. Главный тренер — Анатолий Макагонов.